# Peter Nicol
Pour les articles homonymes, voir Nicol.
Peter Nicol, né le 5 avril 1973 à Inverurie dans l'Aberdeenshire (Écosse), est un joueur professionnel de squash représentant l'Écosse, puis l'Angleterre. Il devient en 1998 le premier joueur de squash britannique à devenir numéro un mondial. Il est champion du monde en 1999.
Jusqu'au 1er mars 2001, il a joué pour l'Écosse, avant de représenter l'Angleterre. Cette décision a été prise en conséquence du peu de soutien qu'il a eu dans son pays de naissance tout au long de sa carrière.

## Biographie
Il est le premier joueur à mettre fin au long règne de dix années à la tête du classement mondial de Jansher Khan en 1998.
Durant sa carrière, il est resté 60 mois (non consécutifs) à la première place du classement mondial.
En 2018, il vit à New York où il a créé la Nicol Champions Academy, structure au sein de laquelle collaborent les joueurs Laura Massaro et Arthur Gaskin.
Il est cofondateur de SquashSkills, site internet d'aide aux joueurs de squash.
Il est marié à Jessica Winstanley.

## Palmarès
- Championnats du monde :
  - Vainqueur : 1999.
  - Finaliste : 2 finales (1997, 1998).
- British Open :
  - Vainqueur : 2 titres (1998, 2002).
  - Finaliste : 3 finales (1997, 1999, 2003).
- Tournament of Champions :
  - Vainqueur : 3 titres (2001, 2003, 2004)
  - Finaliste : 2002
- Qatar Classic : 
  - Vainqueur : 2 titres (2001, 2002)
  - Finaliste : 1997
- Hong Kong Open : 
  - Vainqueur : 3 titres (1999, 2000, 2002)
  - Finaliste : 1998
- US Open : 
  - Vainqueur : 4 titres (1994, 1998, 2001, 2003)
  - Finaliste : 2 finales (1996, 2004)
- Kuwait PSA Cup : 
  - Vainqueur : 2004
  - Finaliste : 2005
- PSA Masters : 
  - Vainqueur : 2 titres (2000, 2004)
  - Finaliste : 2006
- Mahindra International : 
  - Vainqueur : 2 titres (1996, 1997)
- Open de Dayton
  - Vainqueur : 2005
- West Edmonton Mall Canadian Open
  - Vainqueur : 2003
- Al-Ahram International : 
  - Vainqueur : 3 titres (1997, 2000, 2001)
- Open des Flandres
  - Vainqueur : 2000
- Canadian Classic : 
  - Vainqueur : 2001
  - Finale : 2 finales (2000, 2002)
- Heliopolis Open : 
  - Vainqueur : 1998
  - Finale : 1999
- Open de Hongrie : 
  - Finale : 1997
- Championnats britanniques :
  - Vainqueur : 2 titres (1996, 2003)
  - Finaliste : 2002